# 세르히오 로체트
세르히오 로체트 알바레스(스페인어: Sergio Rochet Álvarez, 1993년 3월 23일 ~ )는 우루과이의 축구 선수로 현재 캄페오나투 브라질레이루 세리이 A의 인테르나시오나우에서 골키퍼로 활동하고 있다.